# Jawa Barat
Jawa Barat är en provins på västra Java i Indonesien. Det är den folkrikaste provinsen i landet med sina 43 miljoner invånare och täcker områden söder och öster om Jakarta samt sydvästra kusten av Java. Provinsens yta uppgår till 29 276,72 km² Det största språket, vid sidan av nationalspråket indonesiska, är sundanesiska.

## Administrativ indelning
Provinsen är indelad i 17 distrikt och 9 städer.
Distrikt (Kabupaten):
- Bandung, Bandung Barat, Bekasi, Bogor, Ciamis, Cianjur, Cirebon, Garut, Indramayu, Karawang, Kuningan, Majalengka, Purwakarta, Subang, Sukabumi, Sumedang, Tasikmalaya

Städer (Kota):
- Bandung, Banjar, Bekasi, Bogor, Cimahi, Cirebon, Depok, Sukabumi, Tasikmalaya